# Ореховец (Киевская область)
Орехове́ц (укр. Оріховець) — село, входит в Сквирский район Киевской области Украины.
Население по переписи 2001 года составляло 574 человека. Почтовый индекс — 09044. Телефонный код — 4568. Занимает площадь 2,99 км². Код КОАТУУ — 3224085201.

## История
В 1946 г. указом ПВС УССР село Татариновка переименовано в Ореховец
В селе родился Герой Советского Союза Феодосий Коренчук.

## Местный совет
09044, Киевская обл., Сквирский р-н, с. Ореховец, ул. Будённого, 13